# Подорје
Подорје (рус. Поддорье) насељено је место руралног типа са административним статусом села (рус. село) на северозападу европског дела Руске Федерације. Налази се у југозападном делу Новгородске области и административно припада Подоршком рејону чији је уједно и административни центар.
Према проценама са пописа становништва из 2010. у селу је живело 1.860 становника.

## Географија
Село Подорје смештено је у југозападном делу Новгородске области, на прелазном подручју између Прииљмењске низије и Валдајског побрђа. Налази се на око 162 километра јужније од административног центра области Великог Новгорода и на око 64 километра јужно од града Стараја Руса. Кроз село протиче река Редја, лева притока реке Ловат и део басена језера Иљмењ.

Кроз село пролази друмски правац Р51 на линији Шимск—Стараја Руса—Холм—Локња—Великије Луки—Невељ.

## Историја
Село се први пут помиње током XVI века под именом Подгорје (рус. Подгорье), а садашње име носи од XIX века.
Након оснивања Подоршког рејона 1927. Подорје постаје рејонским центром.

## Демографија
Према подацима са пописа становништва 2010. у селу је живело 1.860 становника, док је према проценама за 2013. село имало 1.827 житеља.
| 1897. | 1939. | 1959. | 1970. | 1979. | 1989. | 2002. | 2010. | 2013. |
| ----- | ----- | ----- | ----- | ----- | ----- | ----- | ----- | ----- |
| ---   | ---   | ---   | ---   | ---   | 2,122 | 1,957 | 1,860 | 1,827 |